# Есбон (Канзас)
Есбон (англ. Esbon) — місто (англ. city) в США, в окрузі Джуелл штату Канзас. Населення — 69 осіб (2020).

## Географія
Есбон розташований за координатами 39°49′19″ пн. ш. 98°26′2″ зх. д. / 39.82194° пн. ш. 98.43389° зх. д. (39.822020, -98.433939).  За даними Бюро перепису населення США в 2010 році місто мало площу 0,80 км², уся площа — суходіл. В 2017 році площа становила 0,73 км², уся площа — суходіл.

## Демографія
Згідно з переписом 2010 року, у місті мешкало 99 осіб у 52 домогосподарствах у складі 24 родин. Густота населення становила 123 особи/км².  Було 84 помешкання (105/км²).
Расовий склад населення:
| - 91,9 % — білих - 3,0 % — корінних американців - 1,0 % — чорних або афроамериканців |

До двох чи більше рас належало 4,0 %. Частка іспаномовних становила 1,0 % від усіх жителів.
За віковим діапазоном населення розподілялося таким чином: 19,2 % — особи молодші 18 років, 50,5 % — особи у віці 18—64 років, 30,3 % — особи у віці 65 років та старші. Медіана віку мешканця становила 52,3 року. На 100 осіб жіночої статі у місті припадало 120,0 чоловіків;  на 100 жінок у віці від 18 років та старших — 105,1 чоловіків також старших 18 років.
Середній дохід на одне домашнє господарство  становив 47 560 доларів США (медіана — 35 714), а середній дохід на одну сім'ю — 53 150 доларів (медіана — 38 750). За межею бідності перебувало 32,0 % осіб, у тому числі 66,0 % дітей у віці до 18 років та 2,7 % осіб у віці 65 років та старших.
Цивільне працевлаштоване населення становило 47 осіб. Основні галузі зайнятості: освіта, охорона здоров'я та соціальна допомога — 31,9 %, будівництво — 10,6 %, сільське господарство, лісництво, риболовля — 10,6 %.